# Enzo Benech
Enzo Benech (1949) es un ingeniero agrónomo y político uruguayo perteneciente al Frente Amplio.
Integrante del Partido Socialista del Uruguay, desde enero de 2018 hasta febrero de 2020 fue el ministro de Ganadería, Agricultura y Pesca en el gobierno de Tabaré Vázquez.